# Platycytoniscus
Platycytoniscus är ett släkte av kräftdjur. Platycytoniscus ingår i familjen Philosciidae.
Kladogram enligt Catalogue of Life:
| Platycytoniscus | \| \| Platycytoniscus granulatus \| \| \| \| \| \| Platycytoniscus spinosus \| \| \| \| |
|                 | \| \| Platycytoniscus granulatus \| \| \| \| \| \| Platycytoniscus spinosus \| \| \| \| |
|                 | Platycytoniscus granulatus                                                              |
|                 |                                                                                         |
|                 | Platycytoniscus spinosus                                                                |
|                 |                                                                                         |